# Dôme de Neige des Écrins
El Dôme de Neige des Écrins (4.015 m) es una montaña en los Alpes franceses, en el macizo des Écrins. Esta cima se encuentra al pie de la Barre des Écrins, en el lado del Isère; se hace un recorrido por un glaciar sin grandes dificultades técnicas - salvo la rimaya de la cumbre, aleatoria. Se trata sin duda del cuatromil más fácil de los Alpes franceses.
Se comienza en el refugio des Écrins (3.170 m) y se asciende por la ladera norte del glaciar Blanc casi hasta el collado Brèche Lory (3.974 m), donde las rutas al Dôme y a la vecina, y más difícil, Barre des Écrins, se separan. 
Según la clasificación SOIUSA, el Dôme de Neige des Écrins pertenece:
- Gran parte: Alpes occidentales
- Gran sector: Alpes del sudoeste
- Sección: Alpes del Delfinado
- Subsección: Macizo des Écrins
- Supergrupo: Cadena Écrins-Grande Ruine-Agneaux
- Grupo: Grupo des Écrins
- Código: I/A-5.III-A.5